# Demeanor (песня)
«Demeanor»  — песня американского рэпера Pop Smoke при участии британской певицы Дуа Липы. Она была выпущена 20 июля 2021 в качестве ведущего сингла второго посмертного альбома Pop Smoke Faith на лейблах Victor Victor и Republic Records.

## Релиз
9 июля 2021 года Дуа Липа сообщила, что будет представлена в грядущем альбоме рэпера Pop Smoke Faith, разместив в социальных сетях видео, в котором рэпер слушает её сингл 2018 года «One Kiss» с надписью «YOU CAN’T SAY POP WITHOUT SMOKE» с указанием даты выхода альбома. Шесть дней спустя был обнародован трек-лист альбома, подтверждающий участие Липы в песне. «Demeanor» был выпущен на лейблах Victor Victor Worldwide и Republic Records 16 июля 2021 года как шестнадцатый трек на Faith. Песня появилась на радио Rhythmic contemporary в США 20 июля 2021 года как лид-сингл альбома. Она также появилась в Италии на contemporary hit radio 23 июля 2021 года.

## Музыкальное видео
Музыкальное видео для песни, снятое Nabil Elderkin, было выпущено 29 июля 2021. Видео включает темы средневековья и эпохи Возрождения и изображает «роскошный ужин в замке». Дуа Липа играет главную роль в видео, а картины с изображением Pop Smoke и голубя используются для изображения покойного рэпера.

## Творческая группа
По данным сервиса Tidal
- Pop Smoke — ведущий исполнитель, автор песни
- Дуа Липа — вокал, автор песни

## Чарты
| Чарт (2021)                           | Высшая позиция |
| ------------------------------------- | -------------- |
| Австралия (ARIA)                      | 43             |
| Канада (Billboard Canadian Hot 100)   | 26             |
| Канада (Billboard CHR/Top 40)         | 49             |
| Франция (SNEP)                        | 131            |
| Мир (Billboard Global 200)            | 62             |
| Ирландия (IRMA)                       | 20             |
| Литва (AGATA)                         | 94             |
| Новая Зеландия (RMNZ)                 | 2              |
| Португалия (AFP)                      | 112            |
| Швеция (Sverigetopplistan)            | 41             |
| Швейцария (Schweizer Hitparade)       | 63             |
| Великобритания (OCC UK Singles)       | 14             |
| Великобритания (OCC UK Hip Hop/R&B)   | 4              |
| США (Billboard Hot 100)               | 86             |
| США (Billboard Hot R&B/Hip-Hop Songs) | 35             |
| США (Billboard Pop Airplay)           | 28             |
| США (Billboard Rhythmic)              | 19             |

## История релиза
| Страна | Дата         | Формат                 | Лейбл                  | Прим. |
| ------ | ------------ | ---------------------- | ---------------------- | ----- |
| США    | 20 июля 2021 | Contemporary hit radio | Victor Victor Republic | [ 6 ] |
| США    | 20 июля 2021 | Rhythmic contemporary  | Victor Victor Republic | [ 5 ] |
| Италия | 23 июля 2021 | Contemporary hit radio | Universal              | [ 7 ] |